# Лайло, Дарвин
Дарвин Лайло (англ. Darwin Laylo; род. 1 июля 1980) — филиппинский шахматист, гроссмейстер (2007). Чемпион Филиппин в классических шахматах (2004 и 2006), по рапиду (2018).
В составе сборной Филиппин участник пяти Олимпиад (2004—2010, 2020). Участник кубков мира (2007 и 2009). Серебряный призёр летних Азиатских игр 2010 года в командном турнире, призёр Игр Юго-Восточной Азии.
Выступает за шахматную команду Филиппинской Армии, работает тренером в Университете Атенео-де-Манила. Родом из района Сан-Роке, Марикина.

## Спортивные достижения
| Год  | Город          | Турнир                                    | + | − | = | Результат | Место |
| ---- | -------------- | ----------------------------------------- | - | - | - | --------- | ----- |
| 2004 | Кальвия        | 36-я олимпиада                            | 3 | 2 | 3 | 4½ из 8   |       |
| 2006 | Турин          | 37-я олимпиада                            | 3 | 3 | 1 | 3½ из 7   |       |
| 2007 | Ханты-Мансийск | Кубок мира (1-й тур против Этьенна Бакро) | 0 | 1 | 1 | ½ из 2    |       |
| 2008 | Дрезден        | 38-я олимпиада                            | 2 | 3 | 3 | 3½ из 8   |       |
| 2010 | Ханты-Мансийск | 39-я олимпиада                            | 3 | 3 | 2 | 4 из 8    |       |
| 2020 | Ханты-Мансийск | 44-я олимпиада                            |   |   |   | из        |       |

## Изменения рейтинга
| Графики недоступны из-за технических проблем. См. информацию на Фабрикаторе и на mediawiki.org. |